# Sapria poilanei
Sapria poilanei är en tvåhjärtbladig växtart som beskrevs av François Gagnepain. Sapria poilanei ingår i släktet Sapria, och familjen Rafflesiaceae. Inga underarter finns listade i Catalogue of Life.